# Ertstanker

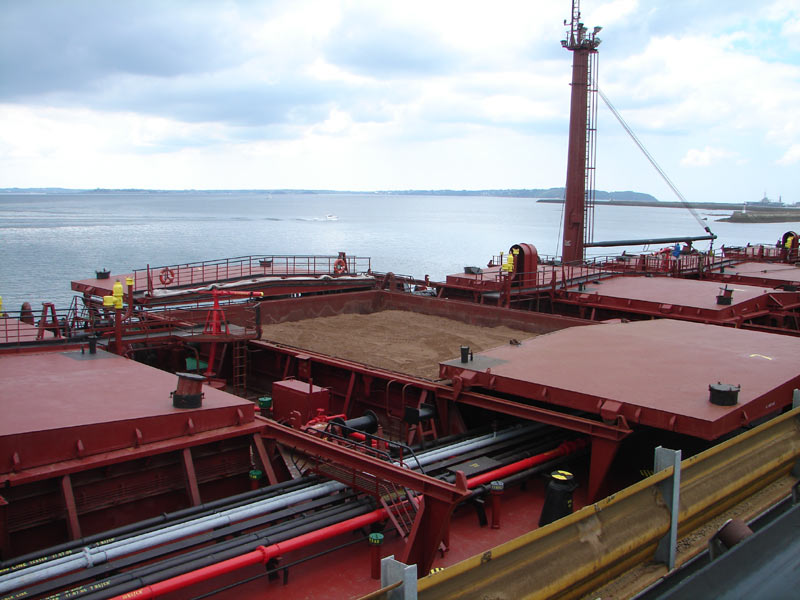
OBO-carrier

Een ertstanker of OBO-carrier is een vrachtschip dat olie, bulk en erts (Oil, Bulk & Ore, OBO) kan vervoeren. Het idee erachter was dat het als tanker zou fungeren als de tankermarkt goed zou zijn en als bulk-/ertscarrier als deze markt goed was. Ook zou het de ene kant op olie kunnen vervoeren en de andere kant op bulk, zodat de reizen in ballast, dus zonder lading beperkt konden worden.

## Ontwikkeling
De eerste ertstanker was de Naess Norseman, gebouwd bij A.G. Weser voor Norness Shipping, eigendom van de Noorse reder Erling Dekke Naess.
Naess werkte het idee uit met zijn hoofdscheepsbouwkundige T.M. Karlsen. De Naess Norseman werd opgeleverd in november 1965. De afmetingen waren een lengte van 250 meter, breedte 31,6 meter, diepgang 13,5 meter en 37.965 brt.
De ertstanker werd al snel populair bij scheepseigenaren en er zijn er tot nu toe honderden van gebouwd. De jaren zeventig waren de bloeiperiode van dit type schip. In de jaren tachtig bleek dat deze schepen meer onderhoud nodig hadden. Ook bleek het vrij duur te zijn om om te schakelen tussen droge en natte lading en dit kostte veel tijd. Na een lading olie vervoerd te hebben, konden wel kolen of andere "vuile" bulk worden geladen, maar geen "schone" bulk zoals graan. De meeste werden puur als tanker gebruikt, of puur als ertscarrier.
In de jaren negentig zijn een aantal OBO's gebouwd van 70.000 tot 100.000 dwt voor Deense en Noorse reders. 